# Evermannichthys
Evermannichthys är ett släkte av fiskar. Evermannichthys ingår i familjen smörbultsfiskar.
Kladogram enligt Catalogue of Life:
| Evermannichthys | \| \| Evermannichthys bicolor \| \| \| \| \| \| Evermannichthys convictor \| \| \| \| \| \| Evermannichthys metzelaari \| \| \| \| \| \| Evermannichthys silus \| \| \| \| \| \| Evermannichthys spongicola \| \| \| \| |
|                 | \| \| Evermannichthys bicolor \| \| \| \| \| \| Evermannichthys convictor \| \| \| \| \| \| Evermannichthys metzelaari \| \| \| \| \| \| Evermannichthys silus \| \| \| \| \| \| Evermannichthys spongicola \| \| \| \| |
|                 | Evermannichthys bicolor |
|                 | |
|                 | Evermannichthys convictor |
|                 | |
|                 | Evermannichthys metzelaari |
|                 | |
|                 | Evermannichthys silus |
|                 | |
|                 | Evermannichthys spongicola |
|                 | |